# Friedrich Ludwig Aemilius Abel
Friedrich Ludwig Aemilius Abel (Ludwigslust, 30 luglio 1770 – Ludwigslust, 1842) è stato un violinista tedesco, membro della famiglia Abel.

## Biografia
Era figlio di Leopold August Abel e fratello di Wilhelm Anton Christian Carl Abel, Wilhelm August Christian Abel e August Christian Andreas Abel, rispetto ai quali era notevolmente più giovane. Come il padre e gli altri musicisti fra i suoi fratelli, lavorò per tutta la vita nella Mecklenburg-Schwerinsche Hofkapelle, trasferitasi in precedenza a Ludwigslust.
Rimangono di lui alcune composizioni.